# Norwich (Ontario)
Norwich to gmina (ang. township) w Kanadzie, w prowincji Ontario, w hrabstwie Oxford.
Powierzchnia Norwich to 431,28 km².
Według danych spisu powszechnego z roku 2001 Norwich liczy 10 478 mieszkańców (24,30 os./km²).